# Xian de Pingshan (Hebei)
Pour les articles homonymes, voir Pingshan.
Le xian de Pingshan (平山县 ; pinyin : Píngshān Xiàn) est un district administratif de la province du Hebei en Chine. Il est placé sous la juridiction de la ville-préfecture de  Shijiazhuang. Xibaipo, le siège du parti communiste avant la prise de Pékin, s'y trouve.

## Démographie
La population du district était de 447 843 habitants en 1999.

## Archéologie
- Dans le district, à Sanji, a été découvert un important site archéologique : la tombe du roi Cuo de Zhongshan qui date de 300 avant Jésus-Christ. Elle montre que les souverains de la région disposaient déjà d'importantes richesses à l'époque, bien qu'ils fussent un peu en périphérie de l'espace culturel chinois.